# Неравновесное сцепление генов
Неравновесное сцепление генов (англ. linkage disequilibrium (LD)) — неслучайное распределение частот аллелей разных локусов, которое может быть обусловлено не только тесным генетическим сцеплением генов, но и наличием адаптивного преимущества конкретной комбинации аллелей, частота которой соответственно возрастает в сравнении с частотой, ожидаемой при случайном распределении.

## Программы для вычисления LD
- LiAn - Linkage Analysis 3.7 Архивная копия от 11 октября 2009 на Wayback Machine (Ias) (online)
- Arlequin 3.5 Архивная копия от 29 декабря 2020 на Wayback Machine (p-values, D, D', r², χ²) (Windows)
- LinkDos on the Web Архивная копия от 18 сентября 2009 на Wayback Machine (Δ, D, D') (online)
- MultiLocus 1.3b Архивная копия от 27 мая 2009 на Wayback Machine (Ia, rd) (Windows, MacOS)
- MIDAS - Multiallelic Interallelic Disequilibrium Analysis Software 1.0 (Python, Windows, Linux)

### Визуализация
- JLIN - Java based Linkage Disequilibrium plotter 1.6.0 (Java)
- GOLD - Graphical Overview of Linkage Disequilibrium Архивная копия от 16 сентября 2009 на Wayback Machine (Windows)